# Ким Ке Гван
Ким Ке Гван (род. 6 июля 1943 года в уезде Кумояма, Хэйан-хокудо, Корея, Японская империя) — первый заместитель министра иностранных дел КНДР. Ведёт все ключевые переговоры по программе ядерного вооружения от имени Северной Кореи.
В декабре 2010 года Ким Ке Гван пригласил губернатора штата Нью-Мексико (США) Билла Ричардсона в Северную Корею для обсуждения вопросов, связанных с эскалацией конфликта на Корейском полуострове после обстрела острова Ёнпхёндо в ноябре. 19 декабря Ричардсон заявил, что в его переговорах с северокорейскими политиками был достигнут «определённый прогресс» при попытке разрешить «очень напряжённую» ситуацию.